# Joseph Kittinger
Joseph William Kittinger (Tampa, 27 luglio 1928 – Orlando, 9 dicembre 2022) è stato un aviatore statunitense della USAF. È famoso per essere stato il primo uomo ad aver attraversato in solitario l'oceano Atlantico su un pallone aerostatico e per essersi lanciato dalla stratosfera (da circa 31,33 km di altitudine).

## Record
Kittinger ha detenuto il record del mondo per il salto più alto con paracadute e la maggior velocità raggiunta da un uomo in atmosfera dal 16 agosto 1960 fino al 14 ottobre 2012, giorno in cui Felix Baumgartner si è lanciato da un'altezza di 39060 metri, all'interno della missione Red Bull Stratos.
Durante la missione è stato lo stesso Kittinger a supervisionare e mantenere il contatto audio con Baumgartner.
Kittinger detiene tuttora il record per il tempo più lungo in caduta libera con 4 minuti e 36 secondi.

## Progetto Excelsior

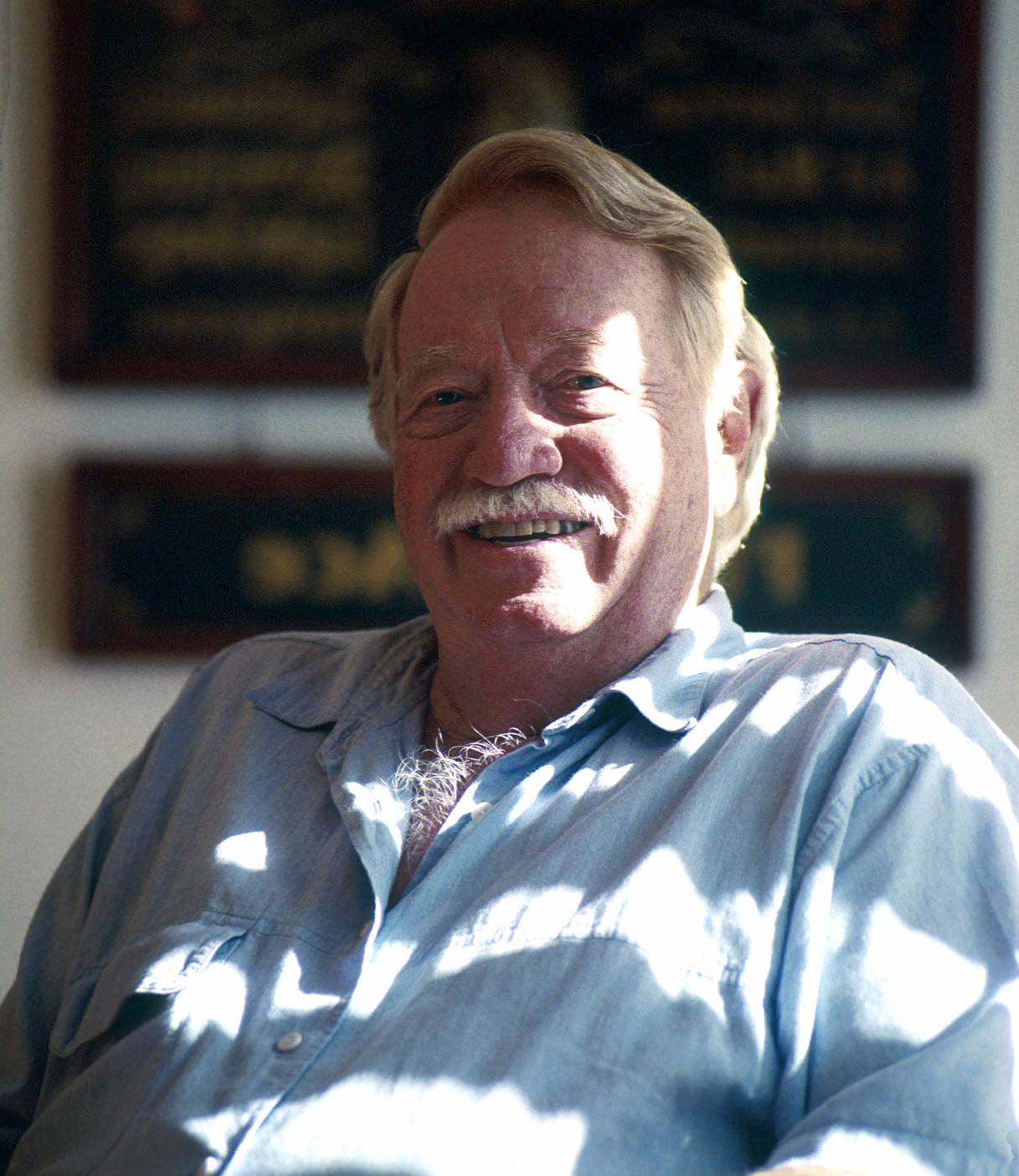
Joseph Kittinger nel 1999

Il progetto Excelsior ha lo scopo di studiare i sistemi di salvataggio ad alta quota (in riferimento ai nascenti voli spaziali) utilizzando apposite tute e paracadute.
Il primo salto è stato effettuato da circa 23,28 km durante il quale Joseph William Kittinger è svenuto. Fortunatamente il paracadute automatico l'ha salvato. Circa tre settimane più tardi ha saltato nuovamente da un'altezza più bassa (circa 22,77 km).
L'ultimo salto è avvenuto il 16 agosto 1960 da circa 31,33 km (102800 ft).
Un guasto alla sua tuta ha causato la depressurizzazione del guanto e la sua mano, per effetto della differenza tra la pressione interna corporea e quella esterna (molto bassa vista l'altitudine) ha iniziato a gonfiarsi. Il salto si è comunque concluso positivamente. Kittinger ha raggiunto una velocità massima di 988 km/h (614 mph).